# Lav XIII.
Lav XIII. lat. Leo PP. XIII. (Carpineto, Lacij, 2. ožujka 1810. – Rim, 20. srpnja 1903.), rođen kao Gioacchino Vincenzo Pecci, 256. poglavar Katoličke Crkve, papa od 20. veljače 1878. do smrti 1903. Među papama je s najdužim pontifikatima u povijesti. Zbog promicanja socijalnog nauka Crkve (osobito enciklikom Rerum novarum) te zalaganja za radnička prava i društvenu pravdu, poznat je kao »radnički papa«.
Prvi je papa snimljen filmskom kamerom i prvi kojemu je snimljen glas.

## Raniji život
Gioacchino je rođen kao šesti od sedmorice sinova grofa Lodovica Peccija i njegove žene Ane, rođene Prosperi Buzzi. Kada mu je bilo osam godina, zajedno sa starijim bratom Giuseppeom (1807. – 1890.) - kojeg će nakon što postane papa imenovati 1879. kardinalom - odlazi na školovanje u jezuitsku školu u Viterbu, gdje je boravio od 1818. do 1824. Potom odlazi na višu gimnaziju Collegio Romano u Rim, a 1832. upisuje se na Sveučilište La Sapienza u Rimu. Gioacchino je bio odličan student i veliki ljubitelj i poznavatelj latinskog jezika. Studira crkveno i građansko pravo, te 1836. stječe doktorat iz teologije i prava. Na staru godinu 1837. zaređen je za svećenika.
Dva mjeseca kasnije postavljen je za Apostolskog delegata u Beneventu. Od 1841. obnaša istu dužnost u Spoletu, a potom u Perugi. Gioacchino rano ulazi u Kuriju, gdje se pokazao vrsnim administratorom, pa ga papa Grgur XVI. 1843. imenuje titularnim nadbiskupom Damiate i šalje za nuncija u Belgiju. Početkom 1846. papa Grgur XVI. imenuje ga biskupom Perugie s titulom nadbiskupa. Vijest o imenovanju biskupom Gioacchina zatječe za vrijeme njegova putovanja po Londonu i Parizu, gdje je upoznao mnoge eminentne osobe toga doba. Bogat iskustvom i oboružan novim idejama vraća se u Rim 26. svibnja 1846. kada je papa Grgur XVI. već ležao na odru. Papa Pio IX. 1853. imenuje ga kardinalom s namjerom da ga premjesti u jednu od suburbikarijalnih biskupija. No, Gioacchino se zahvalio na toj časti te je ostao u Perugi. Kao biskup zalagao se za jačanje nauka Tome Akvinskog i 1859. osniva u Rimu Akademiju sv. Tome. U kolovozu 1877. papa Pio IX. imenuje ga camerlengom pa je Gioacchino bio prisiljen preseliti u Rim. 

## Izbor za papu
Samo šest mjeseci kasnije 7. veljače 1878. završio je najduži pontifikat u povijesti Katoličke Crkve. Papa Pio IX. umro je u 86. godini života i 32. godini pontifikata. Prije nego što će se to dogoditi novine su pisale kako bi talijanska Vlada trebala zaposjesti Vatikan i umiješati se u konklavu. No, Rusko-turski rat i iznenadna smrt kralja Viktora Emanuela II. odvratila je pozornost talijanske Vlade pa je konklava održana nesmetano. Nakon samo tri kruga glasovanja s 44 glasa od mogućih 61, kardinal Gioacchino Pecci izabran je za papu 20. veljače 1878. godine.

## Pontifikat
Papa Lav XIII. je slovio kao umjerenjak širokih pogleda. Od novog šezdesetosmogodišnjeg pape koji je bio često boležljiv za očekivati je bio relativno kratki pontifikat, ali njegov je pontifikat potrajao više od 25 godina. Najvažnijim zadatkom Papa je smatrao približavanje kršćanstva suvremenim strujama, ali bez odustajanja od temeljnih kršćenskih načela. 
Doktrinalno djelo pape Lava XIII. bilo je zaokupljeno dvjema stvarima: suprotstavljanju kapitalizmu te materijalističkom i ateističkom marksizmu. Sadržano je u dvadeset enciklika i nizu dokumenata. U enciklikama "Quod apostolici muneris" (1878.); "Humanum genus" (1884.) i "Arcanum illud" (Veliko poslanje, 1880. povodom 1000. godišnjice djelovanja Ćirila i Metoda.) Papa iznosi jasne poglede protiv socijalizma, komunizma, nihilizma i masonstva, te se zauzima za očuvanje braka.Važna je Papina odredba o otvaranju Vatikanskih arhiva i knjižnice znanstvenicima, poglavito povjesničarima, neovisno o njihovim vjerskim i društvenim nazorima. Papina enciklika "Rerum novarum" (Nove stvari, 1891.) i dan danas je aktualna, jer se u njoj Papa zalaže za razvoj katoličkih socijalnih znanosti (za zaštitu privatne imovine, ali i za pravedne plaće radnika). 
Za razliku od svoga predhodnika, Lav XIII. bio je fleksibilan političar. Za vrijeme njegova pontifikata pri Svetoj Stolici je sve veći broj stranih predstavništava. Rastući ugled papinstva je potvrdio i posjet njemačkog cara Vilima II. Vatikanu, a njemački kancelar Otto von Bismarck moli 1885. Papino posredništvo u sporu između Njemačke i Španjolske oko Karolinskih otoka. Papa je od početka svoga pontifikata pokušavao riješiti probleme na koje je Crkva nailazila u Njemačkoj. U tome je malo pomalo i uspijevao, pošto je revizija Svibanjskih zakona između 1886. i 1887. omogućila poništenje svih protuvjerskih odredaba osim one koja se odnosila na isusovce, kojima je bio dopušteno povratak u Njemačku tek za vrijeme Prvoga svjetskog rata. U Francuskoj su problemi tek počeli dolaskom republikanaca na vlast 1879., kada je borba za sekularizaciju javnog života dosegla vrhunac. Pod lozinkom «odvajanje Crkve od države» donesen je 1901. Zakon o društvima. Svi redovnici, osim onih koji su bili angažirani oko njege bolesnika, bili su protjerani iz Francuske. 
Papa se puno zauzimao za misije. Otvorio je 248 novih biskupskih sjedišta po cijelom svijetu. Obraćao se «odvojenoj braći» protestantima i pravoslavcima, pozivajući ih na povratak rimskoj Crkvi. Godine 1893. proglašava svetkovinu Svete Obitelji. Bulom "Ex hac augusta" (1881.), uspostavlja u Bosni redovitu crkvenu hijerarhiju osnivajući Vrhbosansku nadbiskupiju i metropoliju sa sjedištem u Sarajevu i sa sufraganim biskupijama u Mostaru i Banjoj Luci. Istom je bulom odredio otvoriti metropolijsko Bogoslovno sjemenište za odgoj i naobrazbu dijecezanskih svećenika. Papa je cijenio biskupa Josipa J. Strossmayera, često ga je hvalio, a đakovački biskup je Papi izricao «najčvršću odanost». Proglasio je Nikolu Tavelića blaženim 1889.
Breveom od 2. studenoga 1888. Papa propisuje uporabu «zucchetta» (kapica koju nose papa, kardinali i biskupi – često je zovu «Soli Deo» /Samo Bogu/, jer se skida samo pri činu posvećenja na Misi). U svojim odnosima s Talijanskom državom Lav XIII. strogo se držao smjera kojeg je zacrtao njegov prethodnik Pio IX. I on se smatrao zatočenikom i nikada nije napustio Vatikan. Posljednje desetljeće njegovog pontifikata bilo je obilježeno njegovom tjelesnom slabošću, te je bilo više nego očito da se u njegovoj politici i stavovima osjećao utjecaj kurijskih kardinala. Unatoč tomu, Papa je bio jedan od omiljenijih ljudi u Europi. Dužina njegova pontifikata, koji je slijedio nakon najdužeg pontifikata u povijesti Katoličke Crkve, pape Pija IX., i duboka starost od pune 93 godine, rezultirala je komentarom jednog tadašnjeg kardinala: «Izabrali smo Svetog Oca, a ne Vječnog Oca». Izgledom je bio mršav, košćat i izborana lica.

## Papina smrt
U ljeto 1903. Papino se zdravstveno stanje naglo pogoršalo. Razbolivši se od upale pluća, nakon dva tjedna teške agonije, papa Lav XIII. umro je 20. srpnja 1903. godine. Pokopan je u Bazilici svetog Ivana Lateranskog u Rimu.

## Vanjske poveznice
|  | Zajednički poslužitelj ima još gradiva o temi Lav XIII. |
|  | Wikicitati imaju zbirke citata o temi Lav XIII.         |